# サムイェー寺の宗論
サムイェー寺の宗論（さむいぇーじのしゅうろん、サムイェーの宗論、サムエーの宗論）は、8世紀末のチベット・サムイェー寺を舞台に行なわれた、インド仏教と中国仏教の間の宗教論争。この論争の結果、インド仏教が勝利を収め、以後のチベット仏教の方向性を決定づけたとされる。

## 概要
チベット史料では、サムイェー寺を舞台としてツェンポ(=チベット王)の御前で両派が議論し、インド側が勝利をおさめたとされるのに対し、中国史料では、書簡による質疑応答が1年以上続けられ、中国側が勝利したとされる。

## 経緯

### 摩訶衍の渡来
787年、チベットの吐蕃が敦煌を占領したことにより、摩訶衍禅師がチベットに連行された。792年、摩訶衍はティソン・デツェン王の勅命によって、チベットの地での布教を許可された。彼の活動は広範な支持を獲得し、ケク・リンポチュのような僧統となった弟子を得たり、皇后や大臣夫人らの信徒も獲得し、彼女たちは出家する程の状況になった。

### 宗論の緒戦
頓悟と見性を重んじる摩訶衍の活動には旧来のインド僧徒から異議が唱えられ、摩訶衍側からの求めもあって宗論が開催されることとなった。この時の討論は幾度かに及んだが、摩訶衍側の勝利に終わった。その後も、インド僧の讒言や、大臣と連携した画策は続き、それに対する摩訶衍の門弟らの抗議活動も活発に展開された。結果、794年に摩訶衍の活動を公認するという勅命が発せられた。

### カマラシーラの登場
劣勢に立たされたインド僧徒はインドからカマラシーラを招いた。以後論争の主体は漸悟を重んじるカマラシーラと摩訶衍の間に移行した。最終的に、カマラシーラが勝利したことにより、797年頃には、摩訶衍は敦煌に放逐されたとされる。以後、インド仏教がチベットでの仏教の正統と認定され、その後のチベット仏教の流れが決定づけられた、という。